# Oostpolder in Schieland
De Oostpolder is een deel van de wijk Westergouwe en een polder in Nederland. Oostpolder ligt in en ten westen van Gouda tegen de Zuidplaspolder aan.
De Oostpolder is ontstaan toen in 1863 de na droogleggen van het door turfwinning ontstane meer de Zuidplas de (soms gedeeltelijk) overgebleven polders Broek, Thuijl, 't Weegje, Broekhuijzen, Moordrecht en Zuid-Waddinxveen werden samengevoegd als het waterschap de Oostpolder in Schieland. In de polder liggen de buurtschappen Broek en Broekhuizen en het natuur- en recreatiegebied Oostpolder.